# Festuca pindica
Festuca pindica är en gräsart som först beskrevs av Markgr.-dann., och fick sitt nu gällande namn av Markgr.-dann. Festuca pindica ingår i släktet svinglar, och familjen gräs. Inga underarter finns listade i Catalogue of Life.